# Manuel Viniegra
Manuel Viniegra García (ur. 26 kwietnia 1988 w Monterrey) – meksykański piłkarz występujący na pozycji defensywnego pomocnika, obecnie zawodnik Veracruz.

## Kariera klubowa
Viniegra pochodzi z miasta Monterrey i jest wychowankiem tamtejszego klubu Tigres UANL. Do pierwszego zespołu został włączony jako osiemnastolatek przez szkoleniowca Mario Carrillo, wobec przymusu spełnienia ligowych przepisów dotyczących występów młodzieżowców. W meksykańskiej Primera División zadebiutował 10 lutego 2007 w zremisowanym 1:1 spotkaniu z San Luis, jednak przez kolejne dwa lata występował jedynie w drugoligowych rezerwach ekipy – Tigres B. Regularniejsze występy w seniorskiej drużynie zaczął notować za kadencji argentyńskiego trenera José Pekermana, a w 2009 roku triumfował z Tigres w rozgrywkach SuperLigi. Pewną pozycję w wyjściowej jedenastce wywalczył sobie dopiero za kadencji Ricardo Ferrettiego, kiedy to we wrześniu 2010 wygrał rywalizację o miejsce w środku pola z doświadczonym Antonio Sancho. Premierowego gola w pierwszej lidze strzelił 8 października 2011 w wygranej 4:1 konfrontacji z Pumas UNAM.
W jesiennym sezonie Apertura 2011 – mając niepodważalne miejsce na pozycji środkowego pomocnika – Viniegra zdobył z drużyną Tigres swój pierwszy tytuł mistrza Meksyku. Do roli rezerwowego został relegowany rok później, po przyjściu do zespołu José Francisco Torresa, a wobec sporadycznych występów – w styczniu 2014 – udał się na wypożyczenie do niżej notowanej ekipy Atlante FC z siedzibą w Cancún. W roli kluczowego gracza linii pomocy spędził tam pół roku, jednak na koniec rozgrywek spadł z Atlante do drugiej ligi. Bezpośrednio po relegacji powrócił do Tigres, gdzie jego pozycja nie uległa zmianie – wciąż niezwykle rzadko pojawiał się na ligowych boiskach wobec konkurencji ze strony graczy takich jak Guido Pizarro, Jesús Dueñas czy Egidio Arévalo. Mimo to był świadkiem bogatego w sukcesy okresu w historii klubu – podopieczni Ferrettiego w sezonie Apertura 2014 zanotowali tytuł wicemistrza kraju, zaś w 2015 roku dotarli do finału najbardziej prestiżowych rozgrywek Ameryki Południowej – Copa Libertadores.
Podczas rozgrywek Apertura 2015 zanotował z Tigres kolejne mistrzostwo Meksyku, jednak zaledwie czterokrotnie pojawiał się wówczas na ligowych boiskach. Swój trzeci tytuł mistrza kraju wywalczył z ekipą Ferrettiego rok później, w sezonie Apertura 2016, a w tym samym roku zdobył także superpuchar Meksyku – Campeón de Campeones i dotarł do finału Ligi Mistrzów CONCACAF. Ostatni sukces powtórzył również rok później; doszedł do decydującego dwumeczu północnoamerykańskiej Ligi Mistrzów, a do tego dołożył również wicemistrzostwo Meksyku w wiosennym sezonie Clausura 2017. Rozliczne sukcesy osiągane przez naszpikowaną gwiazdami ekipę Tigres oglądał jednak wyłącznie z ławki rezerwowych – nie był brany pod uwagę przy ustalaniu wyjściowego składu i pełnił marginalną rolę. Wobec tego w lipcu 2017 udał się na wypożyczenie do niżej notowanej, walczącej o utrzymanie ekipy Tiburones Rojos de Veracruz.

## Kariera reprezentacyjna
W seniorskiej reprezentacji Meksyku Viniegra zadebiutował za kadencji selekcjonera José Manuela de la Torre, 15 sierpnia 2012 w przegranym 0:1 meczu towarzyskim z USA.

## Statystyki kariery

### Klubowe
| UANL     | 2006–2007 | Meksyk | Liga MX | 1   | 0 | —  | — | —             | —  | — | 1   | 0 |
| UANL     | 2007–2008 | Meksyk | Liga MX | 0   | 0 | —  | — | —             | —  | — | 0   | 0 |
| UANL     | 2008–2009 | Meksyk | Liga MX | 14  | 0 | 3  | 0 | —             | —  | — | 17  | 0 |
| UANL     | 2009–2010 | Meksyk | Liga MX | 5   | 0 | 1  | 0 | SL            | 3  | 0 | 9   | 0 |
| UANL     | 2010–2011 | Meksyk | Liga MX | 23  | 0 | —  | — | —             | —  | — | 23  | 0 |
| UANL     | 2011–2012 | Meksyk | Liga MX | 40  | 2 | —  | — | —             | —  | — | 40  | 2 |
| UANL     | 2012–2013 | Meksyk | Liga MX | 16  | 1 | —  | — | LMC           | 4  | 1 | 20  | 2 |
| UANL     | 2013–2014 | Meksyk | Liga MX | 7   | 0 | 6  | 1 | —             | —  | — | 13  | 1 |
| Atlante  | 2013–2014 | Meksyk | Liga MX | 14  | 1 | 2  | 0 | —             | —  | — | 16  | 1 |
| UANL     | 2014–2015 | Meksyk | Liga MX | 1   | 0 | 1  | 0 | CL            | 2  | 0 | 4   | 0 |
| UANL     | 2015–2016 | Meksyk | Liga MX | 7   | 0 | —  | — | LMC           | 5  | 0 | 12  | 0 |
| UANL     | 2016–2017 | Meksyk | Liga MX | 10  | 0 | 1  | 0 | LMC           | 3  | 0 | 14  | 0 |
| Veracruz | 2017–2018 | Meksyk | Liga MX |     |   |    |   | —             | —  | — |     |   |
| Ogółem   | Ogółem    | Ogółem | Ogółem  | 138 | 4 | 14 | 1 | SL + LMC + CL | 17 | 1 | 169 | 6 |

- SL – SuperLiga
- LMC – Liga Mistrzów CONCACAF
- CL – Copa Libertadores

### Reprezentacyjne
| Meksyk | Meksyk | 2012   | 1 | 0 | — | — | — | — | — | 1 | 0 |
| Ogółem | Ogółem | Ogółem | 1 | 0 | — | — | — | — | — | 1 | 0 |